# Fairfield (Illinois)
Pour les articles homonymes, voir Fairfield.
La ville de Fairfield est le siège du comté de Wayne, dans l'Illinois, aux États-Unis.

## Source
- (en) Cet article est partiellement ou en totalité issu de l’article de Wikipédia en anglais intitulé « Fairfield, Illinois » (voir la liste des auteurs).